# Nicrophorus investigator
Nicrophorus  là một loài bọ cánh cứng trong họ Silphidae được miêu tả bởi Zetterstedt in 1824.

## Hình ảnh

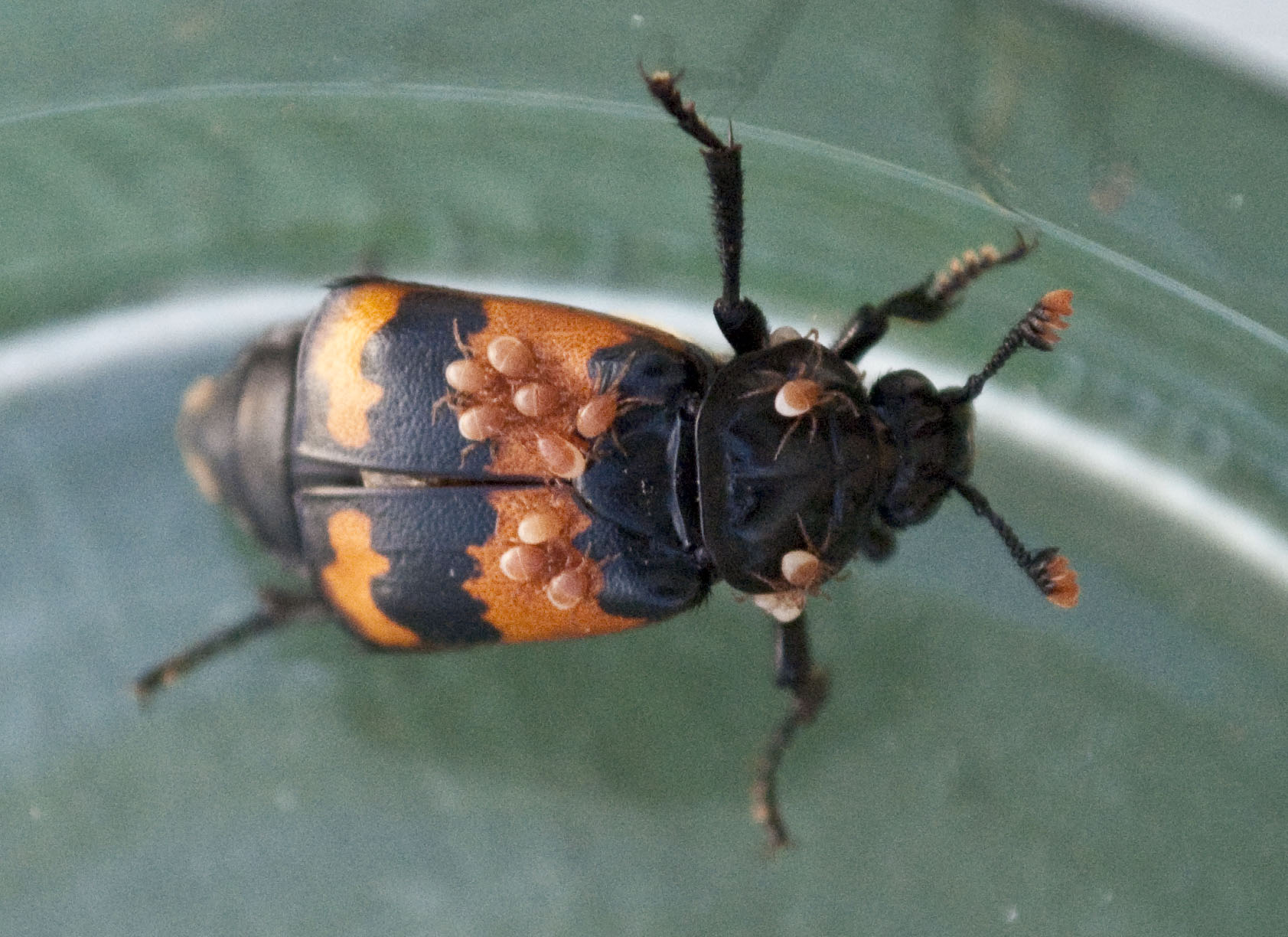
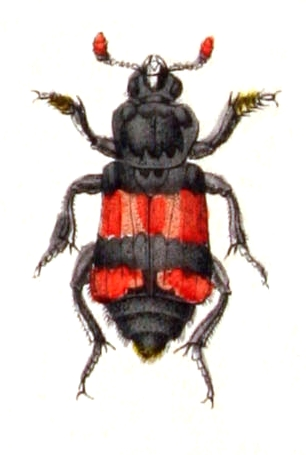
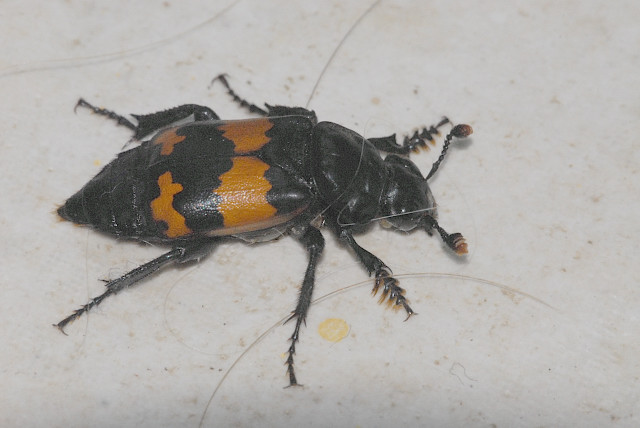